# Ticapimpla vilmae
Ticapimpla vilmae là một loài tò vò trong họ Ichneumonidae.